# Yetur Gross-Matos
Yetur Gross-Matos (* 26. Februar 1998 in New Jersey) ist ein US-amerikanischer American-Football-Spieler auf der Position des Defensive Ends und des Linebackers. Aktuell spielt er für die San Francisco 49ers in der National Football League (NFL).

## Frühe Jahre
Gross-Matos wurde im US-Bundesstaat New Jersey geboren. Bereits im jungen Alter zog er mit seiner Familie nach Virginia. Im Alter von zwei Jahren starb sein Vater bei einem Bootsunfall, nachdem er seinen Sohn vor dem Ertrinken bewahrte. Als er 10 Jahre war, starb sein großer Bruder Chelal, nachdem er vom Blitz getroffen wurde. Diese beiden Zwischenfälle haben Yetur Gross-Matos sehr geprägt. Schließlich besuchte er die Chancellor High School im Spotsylvania County, Virginia, an der er in der Football-, Basketball- und Leichtathletikmannschaft aktiv war. In der Footballmannschaft entwickelte er sich zu einem der besten Defensive Ends seines Jahrgangs. Während seiner Highschoolzeit konnte er 272 Tackles sowie 37 Sacks verzeichnen. Dafür wurde er ins Second-Team All-USA sowie ins All-Conference-Team gewählt. Nach seinem Highschoolabschluss erhielt er ein Stipendium der Pennsylvania State University, für die er von 2017 bis 2019 für die Penn State Nittany Lions aktiv war. In dieser Zeit kam er in insgesamt 34 Spielen zum Einsatz und konnte dabei 111 Tackles sowie 18,5 Sacks verzeichnen. Mit seinem Team konnte er 2017 den Fiesta Bowl sowie 2019 den Cotton Bowl Classic gewinnen, Gross-Matos selbst wurde 2018 und 2019 ins First-Team All-Big Ten gewählt.

## NFL
Beim NFL Draft 2020 wurde Gross-Matos schließlich in der 2. Runde an 38. Stelle von den Carolina Panthers ausgewählt. Für sein neues Team gab er direkt am 1. Spieltag der Saison 2020 bei  der 30:34-Niederlage gegen die Las Vegas Raiders sein Debüt. Dabei konnte er einen Tackle verzeichnen. Am 4. Spieltag konnte er beim 31:21-Sieg gegen die Arizona Cardinals seinen ersten Sack in der NFL an Quarterback Kyler Murray erzielen. Im selben Spielzug konnte er auch seinen ersten Fumble erzwingen. In den folgenden Spielen wurde Gross-Matos allerdings durch Verletzungen ausgebremst und stand zwischenzeitlich auf der Injured Reserve Liste. Am 10. Spieltag bei der 23:46-Niederlage gegen die Tampa Bay Buccaneers stand er erstmals in der Startformation seiner Mannschaft und konnte dabei gleich 5 Tackles erzielen. Von diesem Spiel an stand er die gesamte restliche Saison in der Startformation der Panthers, am 16. Spieltag konnte er beim 20:13-Sieg gegen das Washington Football Team einen weiteren Sack, diesmal an Quarterback Dwayne Haskins, erzielen. Er beendete seine Rookie-Saison mit 12 Einsätzen, davon 7 Mal als Starter, sowie 24 Tackles und 2,5 Sacks.
Auch in seiner zweiten Saison bei den Panthers kam er über die Rolle eines Back-ups nicht hinaus. Gerade zu Saisonbeginn war er noch von Verletzungen am Knöchel geplagt und kam sowohl am dritten als auch am vierten Spieltag gar nicht zum Einsatz. In der Folge steigerte er sich jedoch und konnte am 6. Spieltag beim 19:13-Sieg gegen die Atlanta Falcons seinen ersten Sack der Saison verzeichnen. Am 15. Spieltag konnte er bei der 14:31-Niederlage gegen die Buffalo Bills ganze 2,5 Sacks an Quarterback Josh Allen verzeichnen, dazu gelangen ihm auch 5 Tackles, wodurch er seinen Karrierebestwert aus der Vorsaison egalisierte. Dank dieser starken Leistung stand er in den folgenden zwei Spielen sogar in der Startformation, das letzte Saisonspiel verpasste er dann erneut verletzungsbedingt.
In seiner dritten Saison in der NFL wurde er Stammspieler in der Defense der Panthers und kam in allen 17 Saisonspielen als Starter zum Einsatz. Am achten Spieltag der Saison 2022 konnte er bei der 34:37-Niederlage gegen die Atlanta Falcons insgesamt sechs Tackles verzeichnen, bis dato sein Karrierehöchstwert an Tackles pro Spiel. Hinzu kam ein halber Sack an Quarterback Marcus Mariota. Zur Saison 2023 übernahm mit Frank Reich ein neuer Head Coach die Panthers, dazu kam mit Ejiro Evero ein neuer Defensive Coordinator. Diese führten eine neue Spielweise in der Defense ein, Gross-Matos änderte seine Position im Zuge dessen auf Outside Linebacker.
Im März 2024 unterschrieb Gross-Matos einen Zweijahresvertrag im Wert von 18 Millionen US-Dollar bei den San Francisco 49ers.

## Karrierestatistiken

### Regular Season
| Saison                             | Team             | Spiele | Spiele  | Tackles | Tackles | Tackles | Tackles | Tackles | Interceptions | Interceptions | Interceptions | Interceptions | Interceptions | Interceptions | Fumbles | Fumbles | Fumbles |
| Saison                             | Team             | Gesamt | Starter | Gesamt  | Solo    | Assist  | Sack    | Safety  | PD            | Int           | Yards         | Avg           | Lang          | TD            | FF      | FR      | TD      |
| ---------------------------------- | ---------------- | ------ | ------- | ------- | ------- | ------- | ------- | ------- | ------------- | ------------- | ------------- | ------------- | ------------- | ------------- | ------- | ------- | ------- |
| 2020                               | Panthers         | 12     | 7       | 24      | 9       | 15      | 2,5     | 0       | 0             | 0             | 0             | 0,0           | 0             | 0             | 1       | 0       | 0       |
| 2021                               | Panthers         | 14     | 2       | 28      | 18      | 10      | 3,5     | 0       | 1             | 0             | 0             | 0,0           | 0             | 0             | 1       | 0       | 0       |
| 2022                               | Panthers         | 17     | 17      | 54      | 18      | 36      | 2,5     | 0       | 0             | 0             | 0             | 0,0           | 0             | 0             | 0       | 4       | 0       |
| 2023                               | Panthers         | 12     | 6       | 36      | 19      | 17      | 4,5     | 0       | 0             | 0             | 0             | 0,0           | 0             | 0             | 0       | 0       | 0       |
| 2024                               | 49ers            | 11     | 0       | 19      | 14      | 5       | 4,0     | 0       | 0             | 0             | 0             | 0,0           | 0             | 0             | 0       | 0       | 0       |
| Gesamte Karriere                   | Gesamte Karriere | 66     | 32      | 161     | 78      | 83      | 17,0    | 0       | 1             | 0             | 0             | 0,0           | 0             | 0             | 2       | 4       | 0       |
| Quelle: pro-football-reference.com |                  |        |         |         |         |         |         |         |               |               |               |               |               |               |         |         |         |